# 四列龙胆
四列龙胆（学名：Gentiana tetrasticha）是龙胆科龙胆属的植物，是中国的特有植物。分布于中国大陆的西藏等地，生长于海拔4,200米至5,300米的地区，常生于山坡草地，目前尚未由人工引种栽培。